# Elliot Slessor
Elliot Slessor (ur. 4 sierpnia 1994) – angielski zawodowy snookerzysta.

## Kariera
Slessor zaczął grać w snookera w wieku ośmiu lat, po tym jak jego ciotka kupiła mu stół na Boże Narodzenie. Dołączył do głównego touru snookera w maju 2013 roku po zwycięstwie 4–0 nad Chrisem Wakelinem w ramach Q School 2013.

### Sezon 2013/2014
Pierwsze zwycięstwa Slessora jako profesjonalisty miały miejsce w rundzie kwalifikacyjnej turnieju Australian Goldfields Open 2013. Zwyciężył 5–4 przeciwko Jamie Clarke’owi i 5–2 przeciwko Cao Yupengowi, po czym przegrał 5–2 z Simonem Bedfordem. Jego debiut na głównej scenie turnieju rankingowego miał miejsce podczas Indian Open, kiedy pokonał Kurta Maflina 4–2. W Nowym Delhi przegrał 4–2 z Markiem Davisem. Slessor odpadł również w pierwszej rundzie turnieju UK Championship i Welsh Open, pokonując odpowiednio Lianga Wenbo 6–2 i Stephena Maguire’a 4–1. Swój pierwszy sezon w tourze zakończył na 112. miejscu w światowym rankingu.

### Sezon 2014/2015
Slessor automatycznie zagrał w pierwszych rundach UK Championship i Welsh Open, gdzie został wyeliminowany 6–4 przez Davida Gilberta i 4–3 przez Jamiego Cope’a.  Zakwalifikował się do turnieju China Open, odrabiając stratę 3–1 w meczu z Xiao Guodongiem i wygrywając 5–4.  Następnie objął prowadzenie 3–0 nad Matthew Seltem i utrzymał je, pokonując go 5–3 i po raz pierwszy w karierze grając w 1/32 finału turnieju rankingowego.  Slessor zmierzył się z aktualnym mistrzem świata Markiem Selbym i został zmiażdżony 5–0.  Grał w Q School, próbując odzyskać miejsce w tourze, kończąc sezon jako 91. numer w światowym rankingu.  Slessor został pokonany w trzeciej rundzie pierwszego wydarzenia Q School 2015 4–1 przez Olivera Browna, a następnie został odjęty trzy frejmy w drugiej rundzie drugiego wydarzenia z powodu spóźnienia i przegrał 4–1 z Alexem Taubmanem. 

### Sezon 2015/2016
Slessor zagrał w pięciu z sześciu turniejów European Tour i we wszystkich dotarł do głównej drabinki. Jego jedyne zwycięstwo odniósł w Gdynia Open, pokonując Liang Wenbo 4–0, a następnie w drugiej rundzie przegrał z Robinem Hullem 4–1.  Slessor uzyskał dwuletnią kartę wstępu na tournee począwszy od sezonu 2016–17 po przejściu kwalifikacji EBSA Play-Offs pod koniec sezonu 2015–16. W rundzie finałowej Slessor pokonał Jamiego Clarke’a 4–3. 

### Sezon 2016/2017
W sezonie 2016–17 Slessor dotarł do drugiej rundy czterech turniejów rankingowych.  Obejmowało to zwycięstwo 4–3 nad faworytem gospodarzy Markiem Williamsem w pierwszej rundzie Welsh Open, w której Slessor w ostatniej partii uzyskał breaka 90.

### Sezon 2017/2018
W Indian Open Slessor dotarł do ćwierćfinału, pokonując Alana McManusa 4–3, Joe Perry’ego 4–3, prowadząc 3–0, Shauna Murphy’ego 4–1, zanim przegrał z Markiem Kingiem 2–4. Slessor osiągnął swój najwyższy wynik w rankingu w karierze podczas turnieju Northern Ireland Open. W trzeciej rundzie pokonał Ronniego O'Sullivana 4–1, a następnie przegrał 2–6 z Markiem Williamsem.
Podczas Welsh Open 2019 Slessor zmierzył się z Zhangiem Andą w 1/32 finału. Prowadząc 2-1, Slessor potrzebował 7 snookerów, aby wygrać partię. Zdobył wymaganą liczbę 7 snookerów, ale nie trafił różowego. Przegrał tę partię, ale ostatecznie wygrał cały mecz 4-2. W 1/8 finału przegrał z Kurtem Maflinem 2:4.

### Sezon 2019/2020
W German Masters 2020 dotarł do ćwierćfinału przegrywając tam z Neilem Robertsonem 0-5.

### Sezon 2020/2021
Drugi raz w karierze osiąga półfinał turnieju rankingowego. W British Open 2021 pokonuje m.in. Judda Trumpa i Allistera Cartera by ostatecznie przegrać 3-4 z Garym Wilsonem.

### Sezon 2023/2024
W Welsh Open 2024 osiąga swój trzeci półfinał, w którym przegrywa 5-6 z Martinem O’Donnellem.